# Hydroeciodes felova
Hydroeciodes felova là một loài bướm đêm trong họ Noctuidae.